# Championnat des Seychelles de football 2002
Navigation
Saison précédente Saison suivante
La saison 2002 de Barclays First Division est la vingt-troisième édition de la première division seychelloise. Les neuf meilleures équipes du pays s'affrontent en matchs aller et retour au sein d'une poule unique. À la fin du championnat, le dernier du classement affronte le second de D2, lors d'un barrage.
Alors que La Passe FC devance de deux points Saint-Michel United, les deux clubs sont désignés comme champions car à cause de problèmes survenus lors du match rejoué entre Anse Réunion et St Michel, la fédération décida de déclarer La Passe et St Michel champions. Le match ne fut pas joué.
La Passe se qualifie pour la ligue des champions de la CAF 2003 tandis que St Michel dispute la coupe de la CAF 2003.

## Les équipes participantes
| - La Passe FC - Saint Michel United FC - Red Star FC - Anse Réunion FC - Sunshine SC | - Saint-Louis FC - Light Stars FC - Northern Dynamo (Glacis) - Promu de D2 - Ascot United FC (Victoria) |

## Classement
Le classement est établi sur le barème de points classique (victoire à 3 points, match nul à 1, défaite à 0).
| Rang | Équipe                     | Pts | J  | G  | N  | P  | Bp | Bc | Diff |
| ---- | -------------------------- | --- | -- | -- | -- | -- | -- | -- | ---- |
| 1    | La Passe FC                | 61  | 32 | 18 | 7  | 7  | 56 | 25 | +31  |
| 2    | Saint-Michel United        | 59  | 31 | 16 | 11 | 4  | 49 | 26 | +23  |
| 3    | Red Star FCT               | 56  | 32 | 16 | 8  | 8  | 63 | 34 | +29  |
| 4    | Anse Réunion FCC           | 52  | 31 | 14 | 10 | 7  | 50 | 42 | +8   |
| 5    | Sunshine SC                | 44  | 32 | 12 | 8  | 12 | 49 | 43 | +6   |
| 6    | Saint-Louis FC             | 39  | 32 | 11 | 6  | 15 | 36 | 58 | -22  |
| 7    | Light Stars FC             | 37  | 32 | 9  | 10 | 13 | 30 | 31 | -1   |
| 8    | Ascot United FC (Victoria) | 25  | 32 | 5  | 10 | 17 | 44 | 68 | -24  |
| 9    | Northern Dynamo (Glacis)P  | 16  | 32 | 2  | 10 | 20 | 28 | 78 | -50  |

| Légende : Qualifications et relégations | Légende : Qualifications et relégations                                                     |
| --------------------------------------- | ------------------------------------------------------------------------------------------- |
|                                         | Qualification pour la Ligue des champions de la CAF 2003                                    |
|                                         | Qualification pour la Coupe d'Afrique des vainqueurs de coupe de football 2003              |
|                                         | Qualification pour la Coupe de la CAF 2003                                                  |
|                                         | Participation au barrage de promotion-relégation                                            |
|                                         | T : Tenant du titre P : Promu de deuxième division C : Vainqueur de la Coupe des Seychelles |

### Barrage de promotion-relégation
Le dernier de première division doit affronter le second de deuxième division pour une place en D1.
11 décembre 2002
- Northern Dynamo (Glacis) 1-0  Western Tigers

## Bilan de la saison
| Championnat des Seychelles de football 2002              |                                                      |
| Champion                                                 | La Passe FC et Saint-Michel United (1er et 5e titre) |
| Coupes et trophées                                       |                                                      |
| Vainqueur de la Coupe des Seychelles 2002                | Anse Réunion FC                                      |
| Qualifications continentales                             |                                                      |
| Ligue des champions de la CAF 2003                       | La Passe FC                                          |
| Coupe d'Afrique des vainqueurs de coupe de football 2003 | Anse Réunion FC                                      |
| Coupe de la CAF 2003                                     | Saint-Michel United                                  |
| Promotions et relégations                                |                                                      |
| Promus en Barclays First Division                        | Plaisance FC                                         |
| Relégués en Second Division                              | Aucun                                                |